# 拉索济耶尔圣让
拉索济耶尔圣让（法語：La Sauzière-Saint-Jean，法語發音：[la sozjɛʁ sɛ̃ ʒɑ̃]）是法国奧克西塔尼大區塔恩省的一个市镇，属于阿尔比区。

## 地理
拉索济耶尔圣让（43°58'12"N, 1°37'45"E）面积15.82 平方千米，位于法国奧克西塔尼大區塔恩省，该省份为法国南部内陆省份，北起顺时针与阿韦龙省、埃罗省、奥德省、上加龙省和塔恩-加龙省接壤。
与拉索济耶尔圣让接壤的市镇（或旧市镇、城区）包括：萨尔瓦尼亚克、蒙迪罗斯、蒙加亚尔、皮塞尔西、圣于尔西斯、凯尔西地区蒙克拉尔。

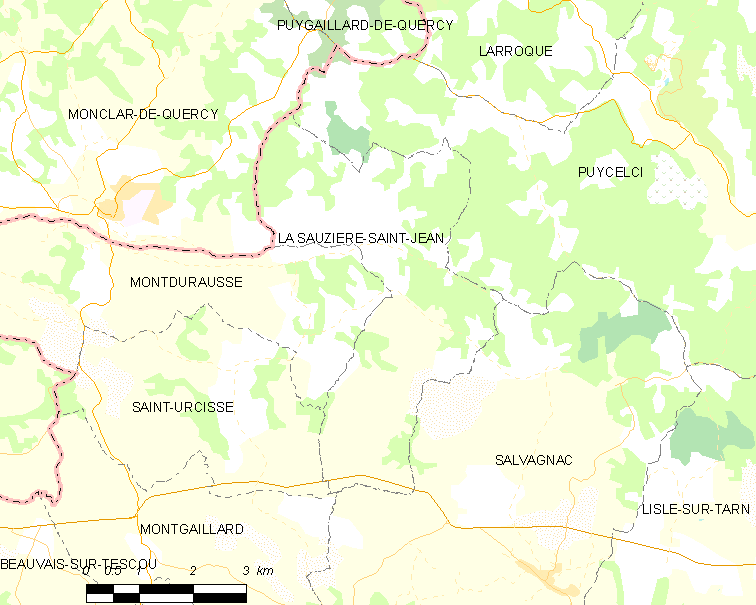
拉索济耶尔圣让的OSM定位图

拉索济耶尔圣让的时区为UTC+01:00、UTC+02:00（夏令时）。

## 行政
拉索济耶尔圣让的邮政编码为81630，INSEE市镇编码为81279。

## 政治
拉索济耶尔圣让所属的省级选区为葡萄园与城堡庄园县。

## 人口

1962-2008年间拉索济耶尔圣让人口变化图示

拉索济耶尔圣让于2022年1月1日时的人口数量为257人。